# Wippach (Bad Bibra)
Wippach ist ein Ortsteil der Stadt Bad Bibra im Burgenlandkreis (Sachsen-Anhalt).

## Lage

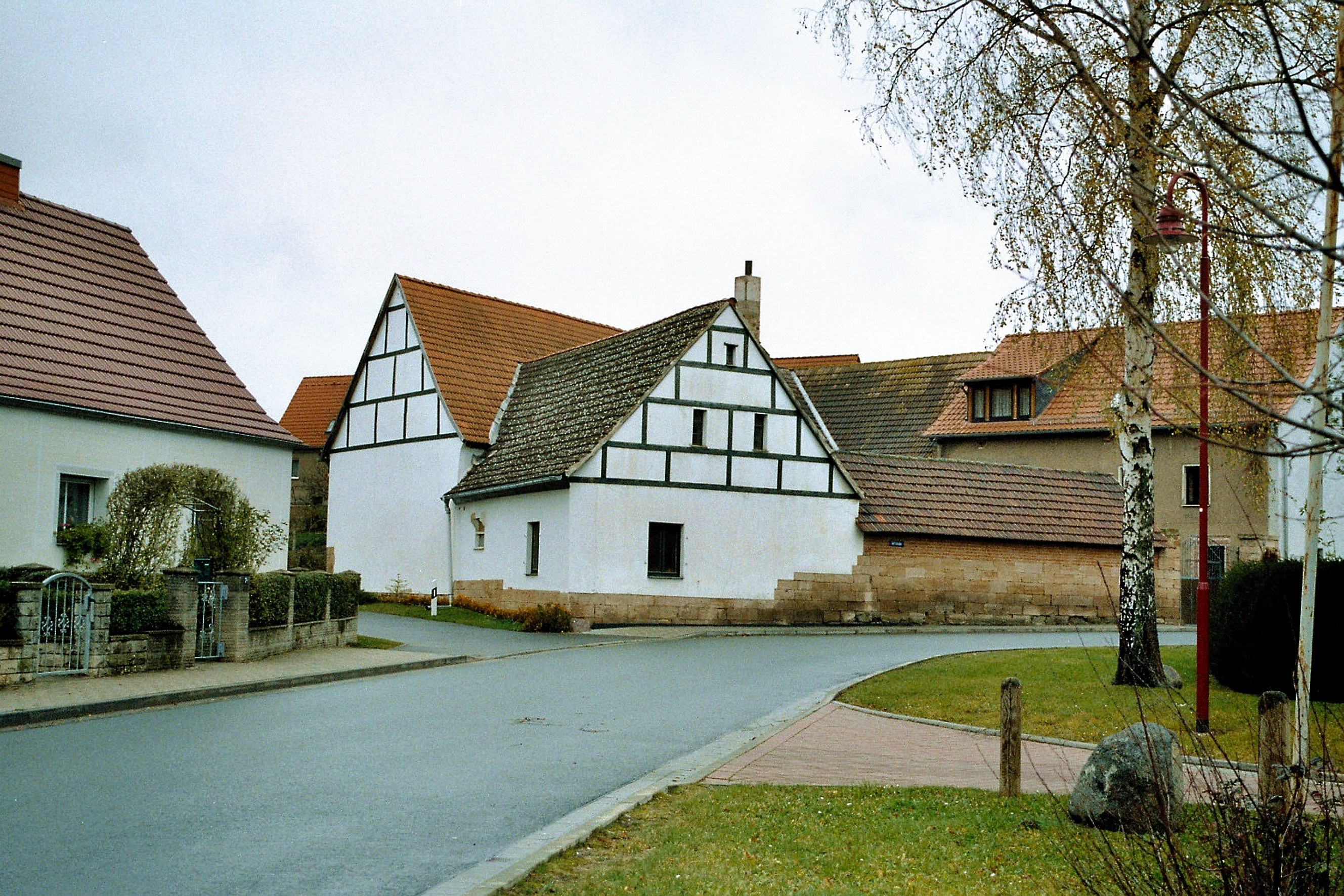
Dorfstraße in Wippach

Wippach liegt nördlich der Stadt Bad Bibra an der Bundesstraße 250 bei Wangen und südlich des Ortes Nebra (Unstrut).

## Geschichte
Wippach wurde 1589 erstmals urkundlich erwähnt und gehörte damals zum Burgbezirk Nebra. Wolfgang Kahl fand in seinen Untersuchungen den 6. Mai 1230. 1812 ging der Ort an die Familie von Helldorf über. 1715 bis 1717 wurde im südlichen Teil des Dorfes nach Plänen des Pfarrers Georg Heinrich Zinke die heutige Dorfkirche erbaut. Die alte Dorfkirche war nach einem Sturm vernichtet wurden. Um die Kirche sind kleine Gehöfte angesiedelt. Diese sind durch die alte Weinstraße mit der Gutssiedlung im Norden verbunden. Ab 1911 baute man am Ortsausgang nach Altenroda drei mehrgeschossige Mietshäuser für Arbeiter der Kalischächte Roßleben und Wangen.
Wippach gehörte bis 1815 zum wettinischen, später kursächsischen Amt Freyburg. Durch die Beschlüsse des Wiener Kongresses kam der Ort zu Preußen und wurde 1816 dem Kreis Querfurt im Regierungsbezirk Merseburg der Provinz Sachsen zugeteilt, zu dem er bis 1944 gehörte.
Etwa 2 km westlich der Ortslage Wippach, auf dem Gelände einer ehemaligen Ziegelei, wurde Ende 1909 der Kali-Schacht Orlas der gleichnamigen "Gewerkschaft Orlas" abgeteuft. Ein weiterer Kali-Schacht, Schacht Nebra der gleichnamigen "Gewerkschaft Nebra",  befindet sich ca. 1,1 km nördlich des Orlas-Schachtes in einem Waldgebiet. Hier wurden von 1911 bis 1921 Carnallitit und Hartsalz gewonnen und zur Weiterverarbeitung zu Düngesalz in die Kalifabrik Roßleben transportiert.
Am 20. Juli 1950 wurde der Ort nach Altenroda eingemeindet.